# Vendeville

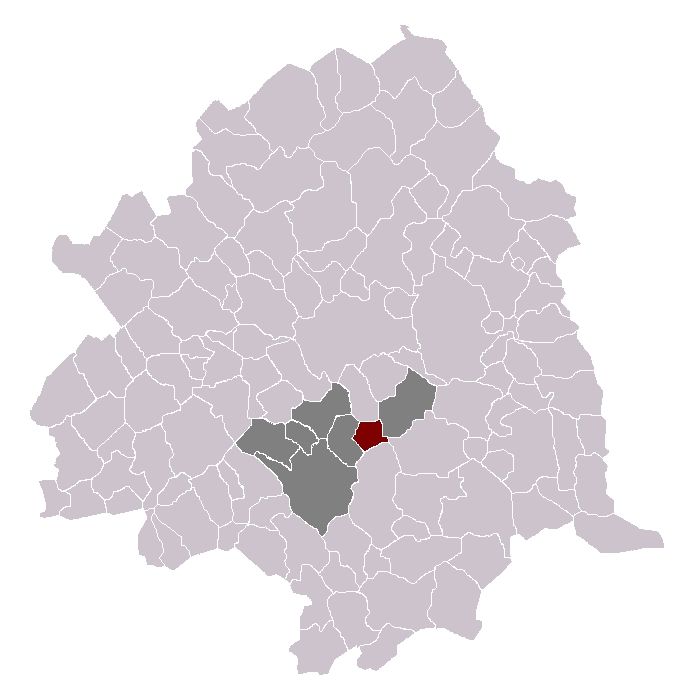
Ubicació de Vendeville dins del cantó i el districte

Vendeville és un municipi francès, situat a la regió dels Alts de França, al departament del Nord. L'any 2006 tenia 1.595 habitants. Limita al nord amb Faches-Thumesnil, a l'oest amb Templemars, a l'est amb Lesquin i al sud amb Avelin.

## Demografia
| 1962                                       | 1968 | 1975 | 1982 | 1990  | 1999  | 2006  |
| ------------------------------------------ | ---- | ---- | ---- | ----- | ----- | ----- |
| 432                                        | 487  | 486  | 780  | 1.302 | 1.434 | 1.595 |
| Des de 1962: població sense dobles comptes |      |      |      |       |       |       |

## Administració
| Període   | Identitat       | Partit |
| --------- | --------------- | ------ |
| 2001-2008 | Josiane Lescat  | PS     |
| 2008-     | Hervé Verbrugge |        |